# 1566 no Brasil
Esta é uma cronologia dos fatos acontecimentos de ano 1566 no Brasil.

## Eventos
- Em andamento (1558–1572): Mem de Sá como governador-geral do Brasil.
- Derrota definitiva dos franceses na baía de Guanabara e transferência da cidade do Rio de Janeiro para o alto do morro do Castelo.[1]
- Criação da Câmara Municipal do Rio de Janeiro, formada apenas por um procurador e um juiz.[2]
- 21 de setembro: padre José de Anchieta, ao visitar o extremo norte da então Capitania do Espírito Santo, dá nome à segunda cidade mais antiga do estado: São Mateus.